# Boïtchoukisme

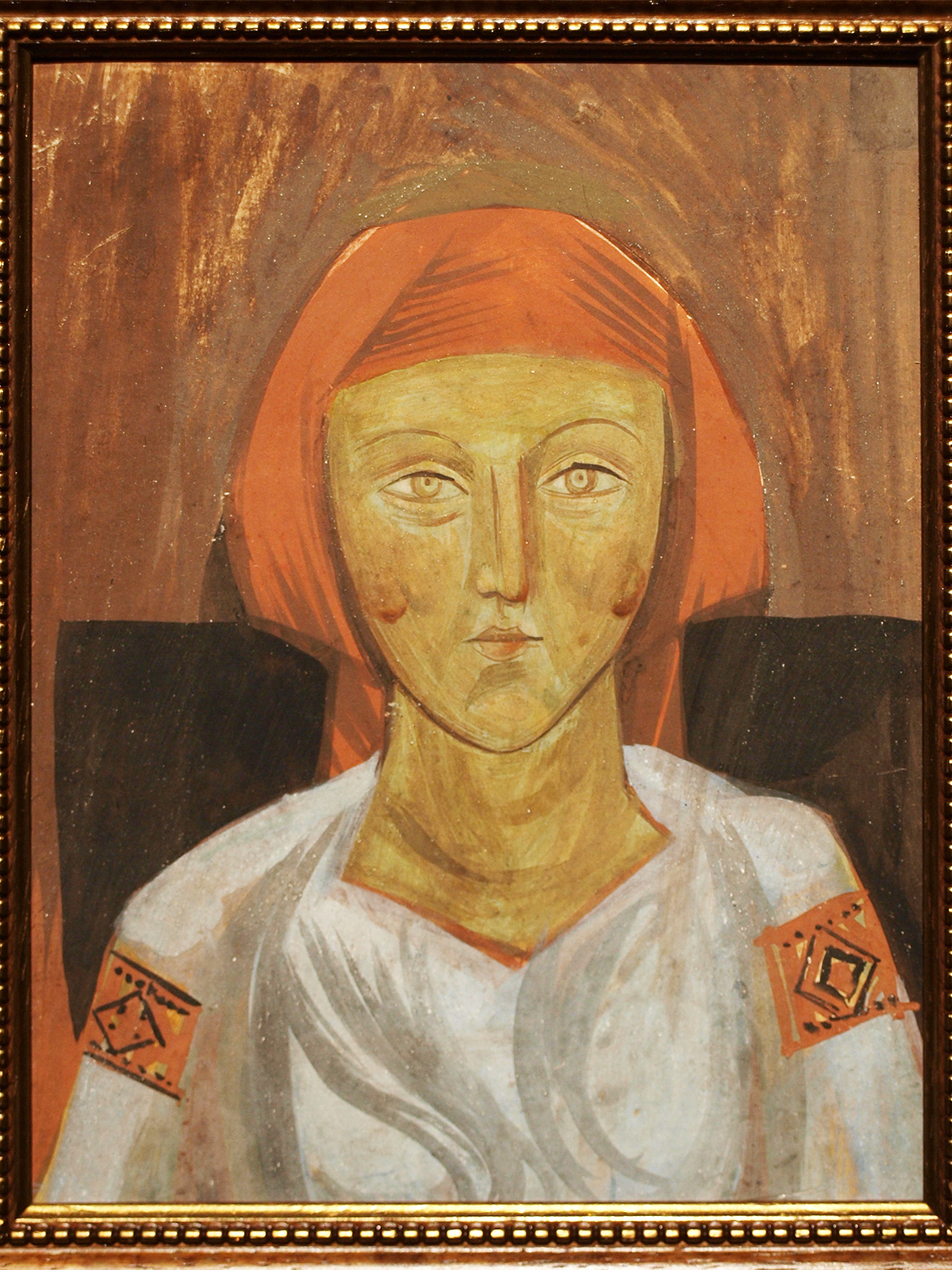
Mykhaïlo Boïtchouk, Fille ukrainienne, années 1910.

Le boïtchoukisme (en ukrainien : Бойчукізм) est un phénomène culturel et artistique dans l'histoire de l'art ukrainien entre les années 1910 et 1930, qui se distingue par son style artistique monumental-synthétique. Il s'agit d'une école originale de l'art ukrainien, formée par une synthèse de l'art populaire ukrainien et de l'art ecclésiastique byzantin, de la Renaissance italienne et ukrainienne. Le nom vient du nom du fondateur du mouvement : Mykhaïlo Boïtchouk, peintre monumentaliste.

## L'art néo-byzantin

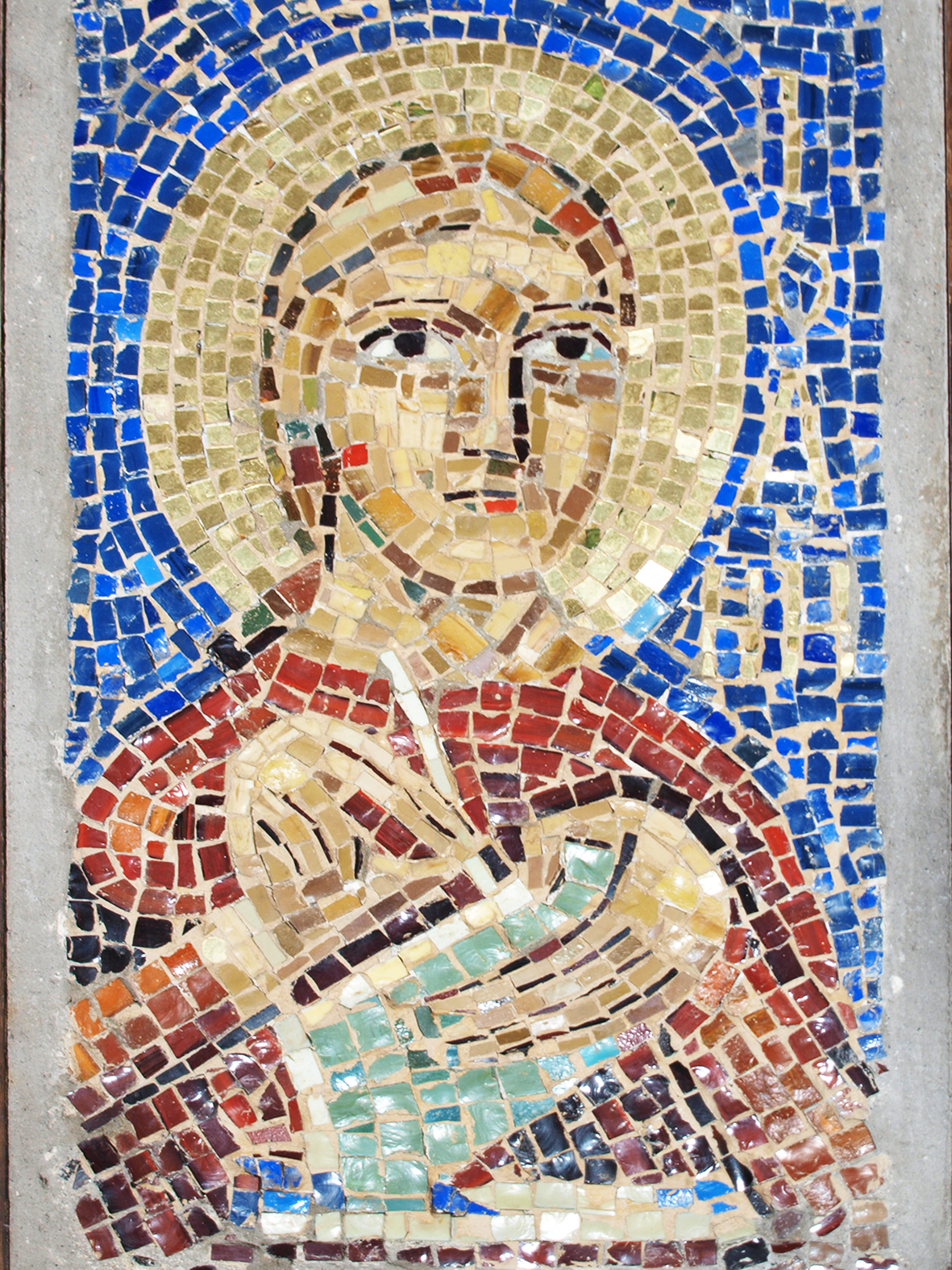
Mykhaïlo Boïtchouk, Mosaïque de Saint-Jean, 1910.

Les artistes européens de cette époque, tels que Pablo Picasso, Alexander Archipenko et Kasimir Malevitch, comprenaient différemment les liens entre la nature spirituelle des cultures anciennes et le langage de sa plasticité. Le byzantinisme et l'art naïf ukrainien sont devenus des points de repère artistiques pour les Boïtchoukistes.
En 1909, Boïtchouk fonde à Paris un atelier d'art néo-byzantin, qui devient le socle de son école. L'artiste cherche à faire revivre l'art ukrainien sur la base des meilleures réalisations de l'art byzantin et du Rus' de Kiev. Les boïtchoukistes maîtrisaient la technique des peintures murales al fresco et al secco, c'est-à-dire utilisant respectivement des colorants humides et secs dilués avec de la cire.
Les Français ont appelé ces innovations « Rénovation byzantine », connue plus tard comme l'école du monumentalisme ukrainien ou boïtchoukisme.

## Théorie du nouvel art ukrainien

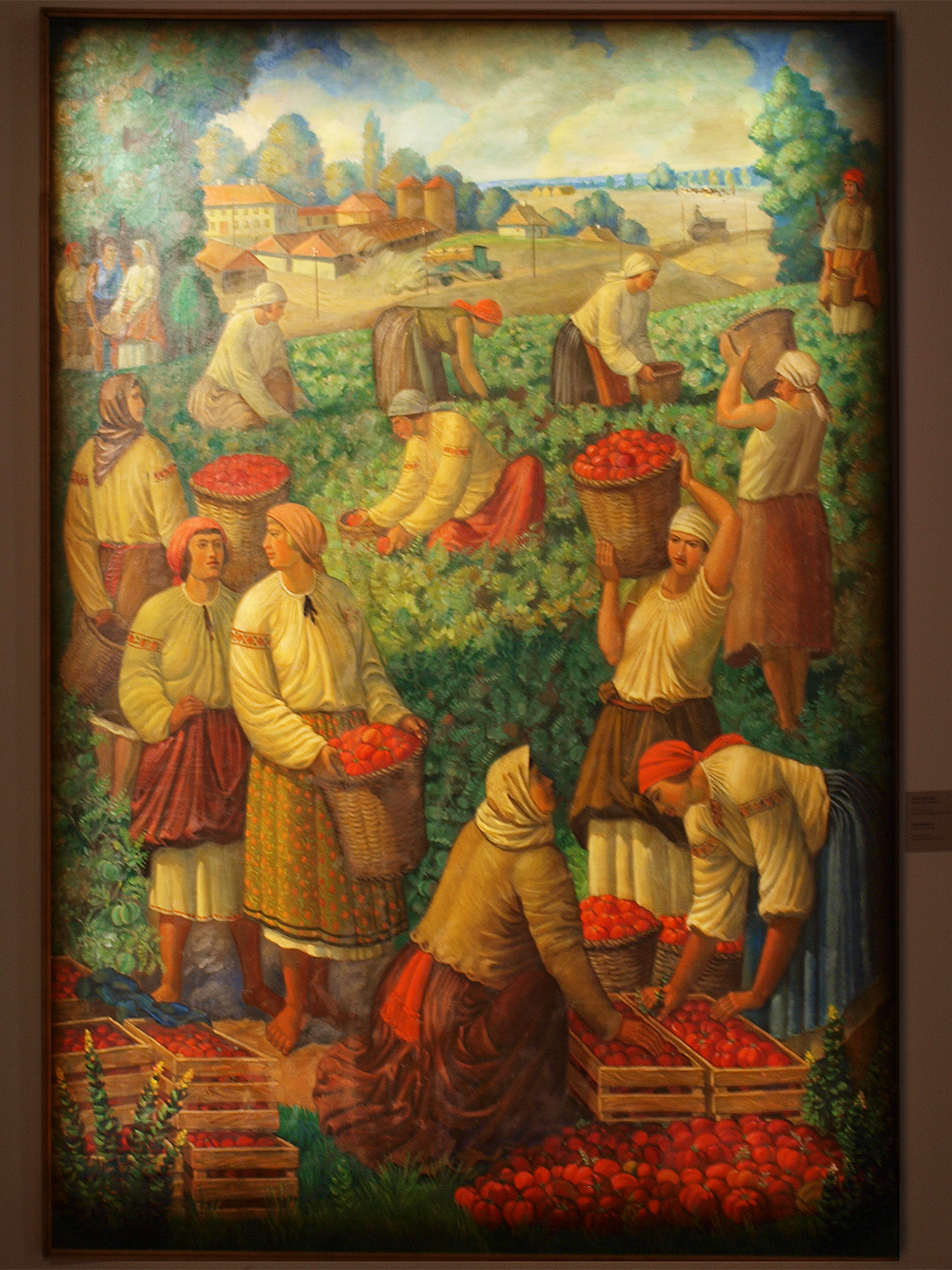
, Récolte de tomates, 1932.

Mykhailo Boïtchouk a cherché à réformer l'art ukrainien et à créer un nouveau style ukrainien qui allait devenir véritablement national et profondément ancré dans la vie humaine quotidienne.
L'artiste a ainsi proposé une théorie du Nouvel Art Ukrainien. Selon les critiques d'art, « la base du boïtchoukisme est la création d'un style national, qui se caractérise par la clarté de la composition, une culture plastique élevée et l'excellence ». Les boïtchoukistes ont développé un « concept de style monumental, dans lequel la planéité ornementale, caractéristique des fresques byzantines, est organiquement entrelacée, avec une harmonie stricte et équilibrée, rythmique et colorée, de l'iconographie populaire et des peintures populaires ukrainiennes ». Leurs « œuvres se caractérisent par la simplicité du dessin, la rythmicité gracieuse des compositions, la disposition rationnelle des masses et des lignes ».
Les Boïtchoukistes se sont concentrés non pas sur le domaine de la composition de chevalet, mais sur l'organisation de l'environnement humain et un concept clair de création d'un art national.

## Le monumentalisme ukrainien
Le style du boïtchoukisme s'est formé pendant une dizaine d'années à partir de la « rénovation byzantine » parisienne et du monumentalisme ukrainien. En décembre 1917, l'Académie nationale des Arts visuels et d'Architecture a été fondée, abritant une école de monumentalisme.
La créativité collective des boïtchoukistes se caractérisait par l'utilisation de la détrempe au lieu de l'huile, un retour au patrimoine historique et l'utilisation du syncrétisme de la forme d'art.
Dans les années 1920, les boïtchoukistes développaient déjà leurs propres écoles : Sofia Nalepinska-Boïtchouk et Ivan Padalka (uk) en graphisme, Vassyl Sedliar, Oksana Pavlenko et Serhiy Kolos (uk) en design industriel, et Hryhoriy Komar en peinture monumentale.
Les boïtchoukistes espéraient utiliser le monumentalisme pour incarner le modèle idéal de vie harmonieuse projeté. Ils ont créé un art d'avant-garde, travaillant à une synthèse du patrimoine culturel et d'une forme d'art renouvelée. Ils ont transformé la vie quotidienne du village ukrainien en une action sacrée.
À la fin de 1925, l'Association d'art révolutionnaire d'Ukraine (uk) (ARMU) a été fondée à Kiev par les boïchoukistes,. L'ARMU a encouragé l'introduction de l'art dans la vie quotidienne, en le combinant avec la vie, et a refusé le réalisme naturaliste. Les boïtchoukistes aspiraient à l'identité nationale de l'art ukrainien.
Entre 1919 et 1935, les boïtchoukistes ont peint plus d'une douzaine de tableaux d'ensemble monumentaux à Kiev, Kharkiv, Odessa et dans l'oblast d'Odessa. Les plus significatives sont la décoration de la caserne de Lutsk à Kiev (1919), du Sanatorium VUTSVK sur l'estuaire de Khadjibeï à Odessa (1928), de la Maison de la Presse du nom de Mykhaïlo Kotsioubynsky à Odessa (1929-30), et du théâtre dramatique ukrainien de Kharkiv Tchervonozavodskyi (uk) (1933-35),.

## École technique d'art et de céramique de Mejyhiria
En 1919, les ateliers d'art et de céramique de la Mejyhiria (à partir de 1923 une école technique) étaient situés sur le territoire du monastère de la Mejyhiria, où les Boïtchoukistes travaillaient.
En 1923-1924, les étudiants et les professeurs de l'école technique ont organisé le Théâtre de marionnettes révolutionnaire (vertep) sous la direction du critique d'art P. Gorbenko. Des illustrations sous forme de gravures ont été réalisées par les étudiants de l'atelier de gravure sur bois de l'Institut d'art de Kiev sous la direction de Sofia Nalepinska-Boïtchouk, l'épouse de Mykhaïlo Boïtchouk,.

## Représentations
Les principes idéologiques et artistiques des boïtchoukistes ne s'inscrivaient pas dans le cadre canonisé de l'art soviétique et provoquèrent les accusations des socialistes militants de déformer les images du peuple soviétique et de la réalité socialiste.
Au tournant des années 1920 et 1930, les autorités bolcheviques ont intensifié la lutte brutale contre les « fermes de koulaks » dans les campagnes ukrainiennes. En raison de la prédominance du thème paysan dans les œuvres des boïtchoukistes, ils ont été accusés de propager l'élément bourgeois-koulak, le nationalisme et le formalisme.
Les tendances brillantes du développement de l'art national dans les œuvres des boïtchoukistes ont été déclarées profondément hostiles à la culture socialiste. Le résultat de la lutte a été la destruction de nombreux artistes ukrainiens et de leurs œuvres, ainsi que du boïtchoukisme en général. Toutes les peintures d'ensemble monumentales des boïtchoukistes ont été détruites. De tout l'héritage du boïtchoukisme, seules quelques esquisses ont survécu.

## Rétrospectives notables
- 1990 : Exposition « Boïtchouk et Boïtchoukistes, Boïtchoukisme » à la Galerie d'art de Lviv.
- 2017 - 2018 : Exposition de grande envergure « Boïtchoukisme. Projet de grand style ». L'exposition présentait plus de 300 peintures, graphiques et mosaïques de Mykhaïlo et Tymofiy Boïtchouk, Vassyl Sedliar, Ivan Padalka (uk), Sofia Nalepynska-Boïtchouk, Oksana Pavlenko, Antonina Ivanova (uk), Mykola Rokytsky (uk), Serhiy Kolos (uk), Okhrim Kravchenko (uk). L'exposition a considéré le Boïtchoukisme comme une direction artistique holistique dans le contexte des tendances de l'art mondial contemporain et a étudié l'évolution du Boïtchoukisme pendant près de 30 ans[3].

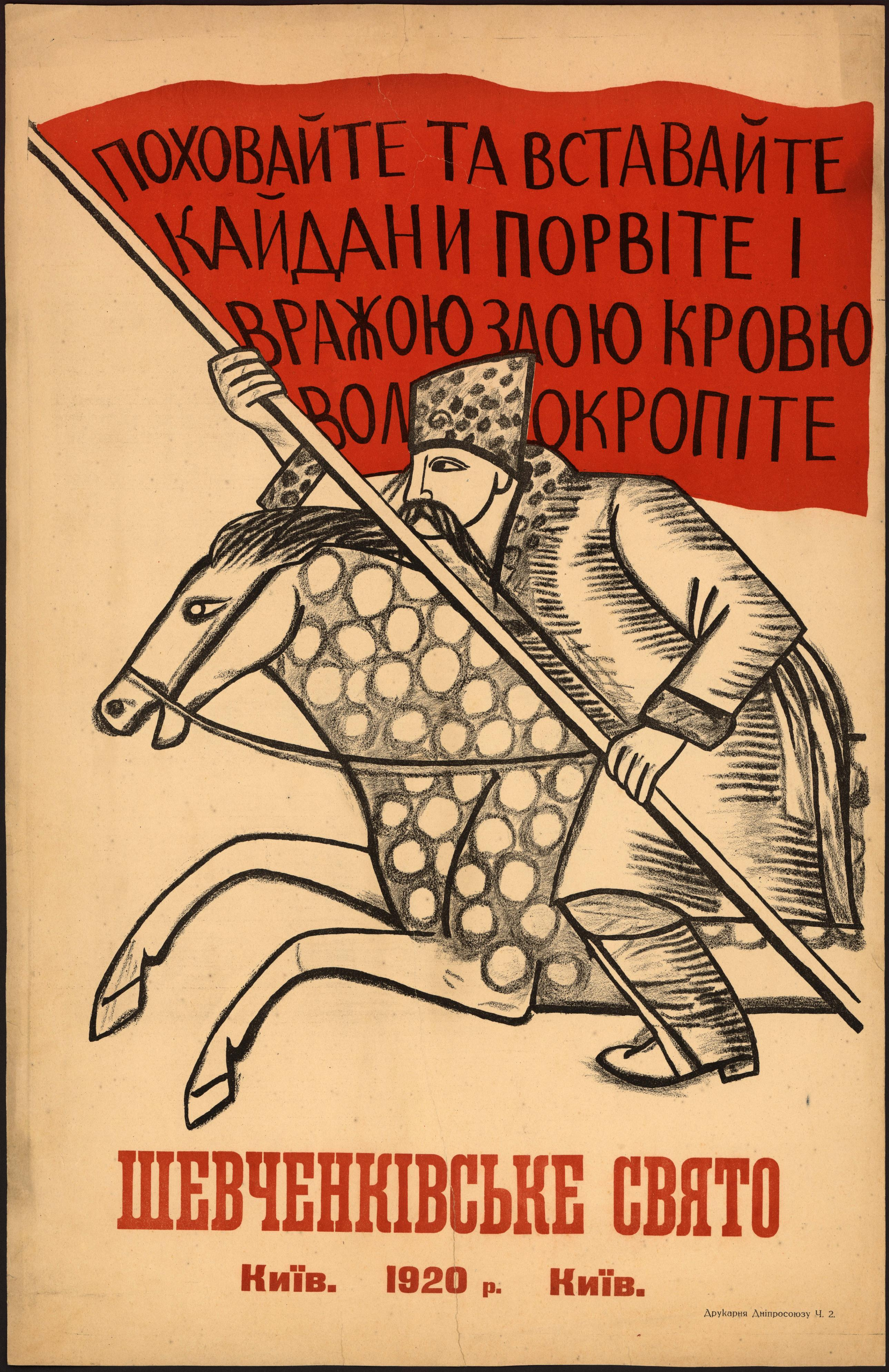
Mykhaïlo Boïtchouk, Les Vacances de Chevtchenko, 1920.
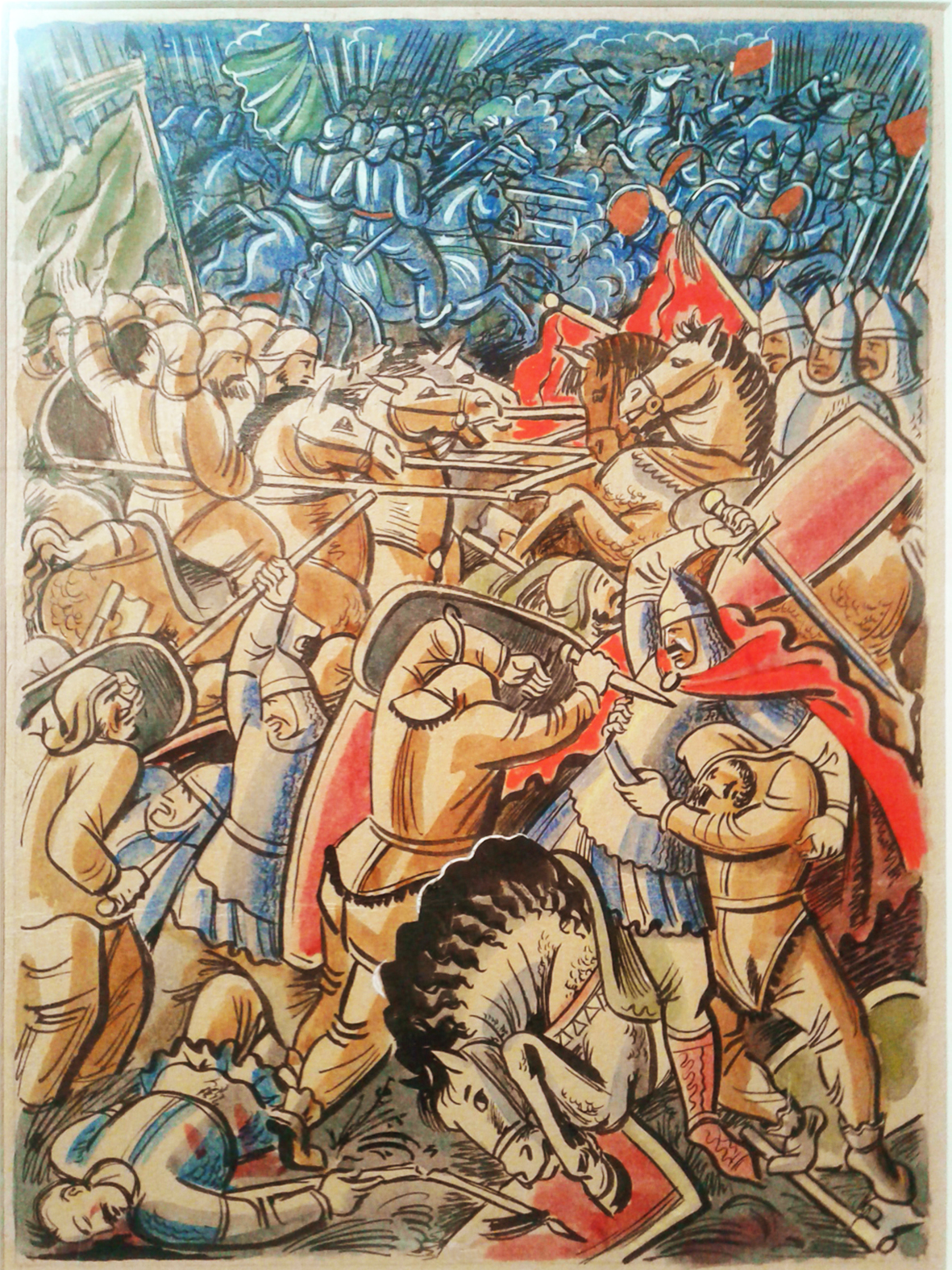
Ivan Padalka (uk), esquisse pour une illustration destinée au Le Dit de la campagne d'Igor, 1928.
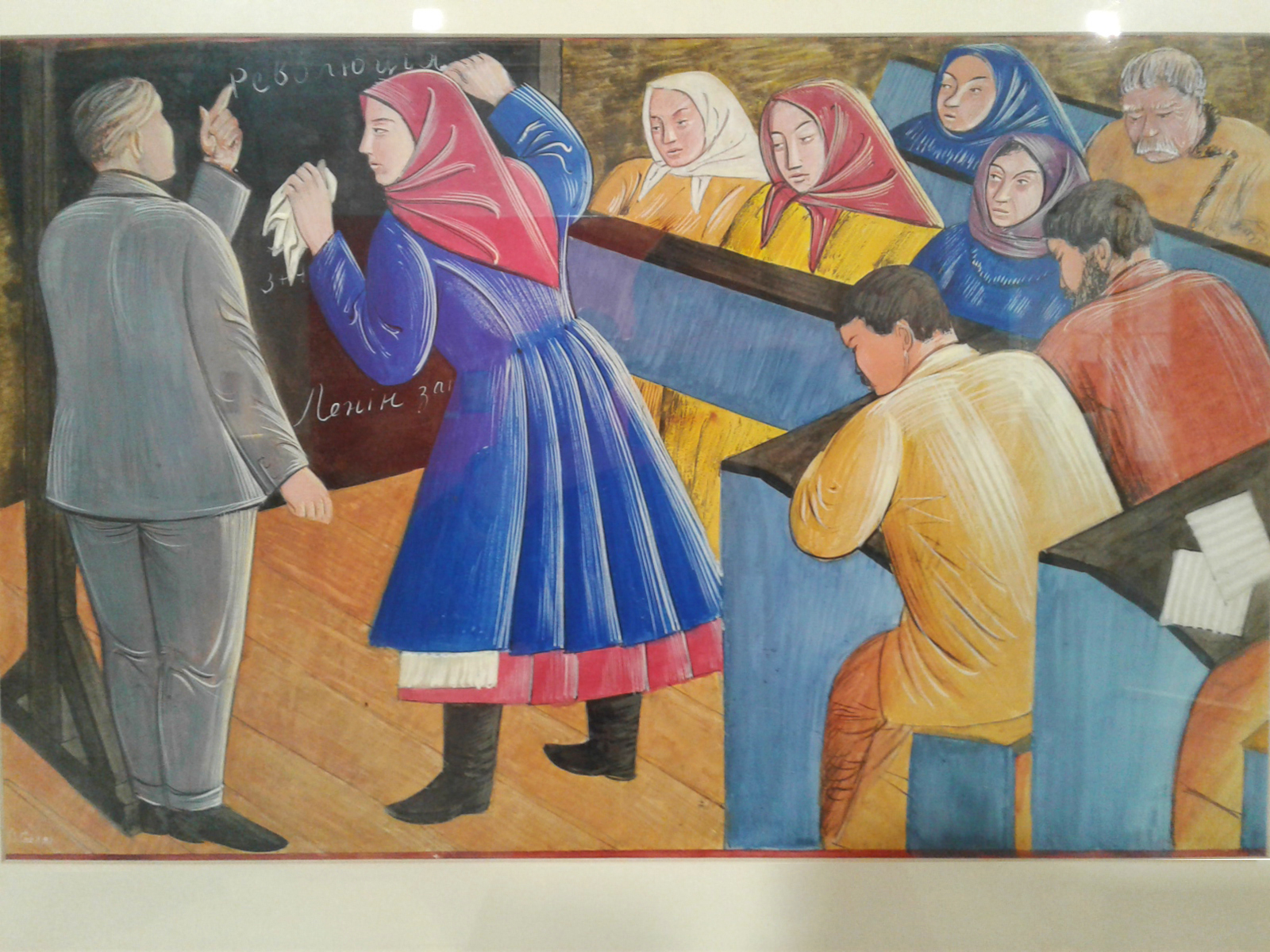
Vassyl Sedliar, Dans l'école de Liknep, 1930.
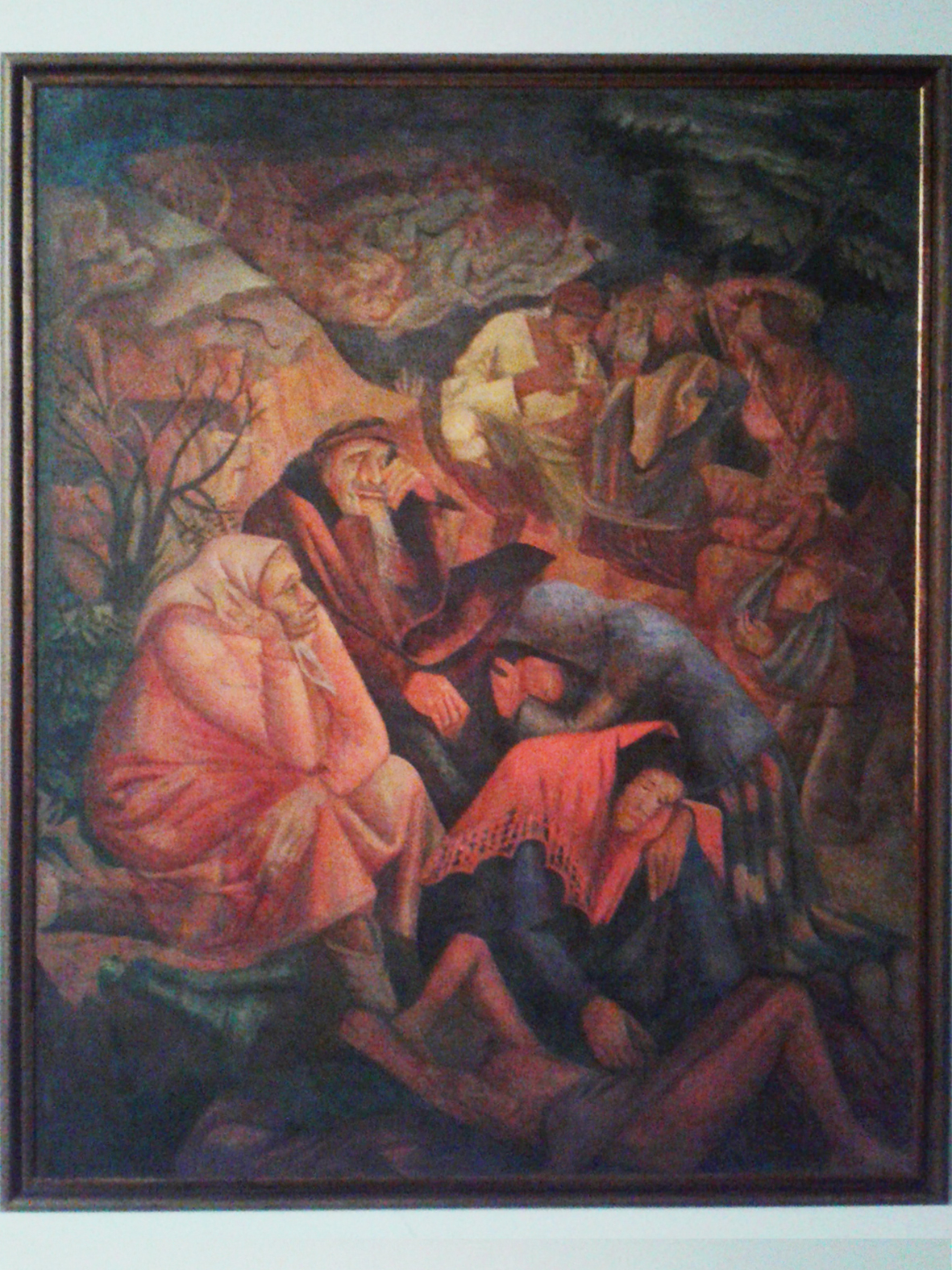
Manuil Shekhtman (uk), Pogrom juif, 1926.
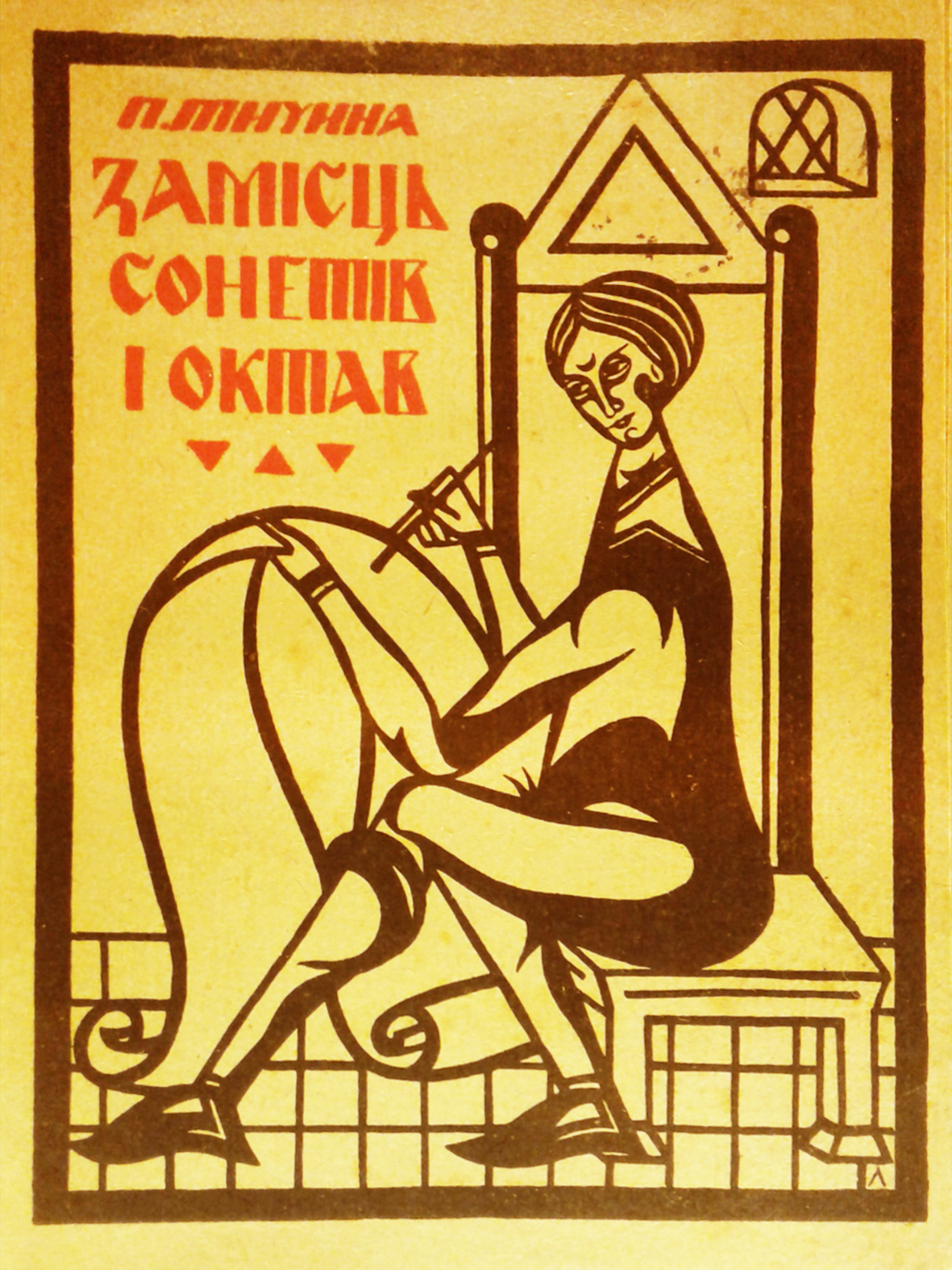
Les Lozovskii (uk), illustration pour le recueil de poèmes Замісць сонетів і октав (uk) [En guise de sonnets et de huitains], de Pavlo Tytchyna, 1920.
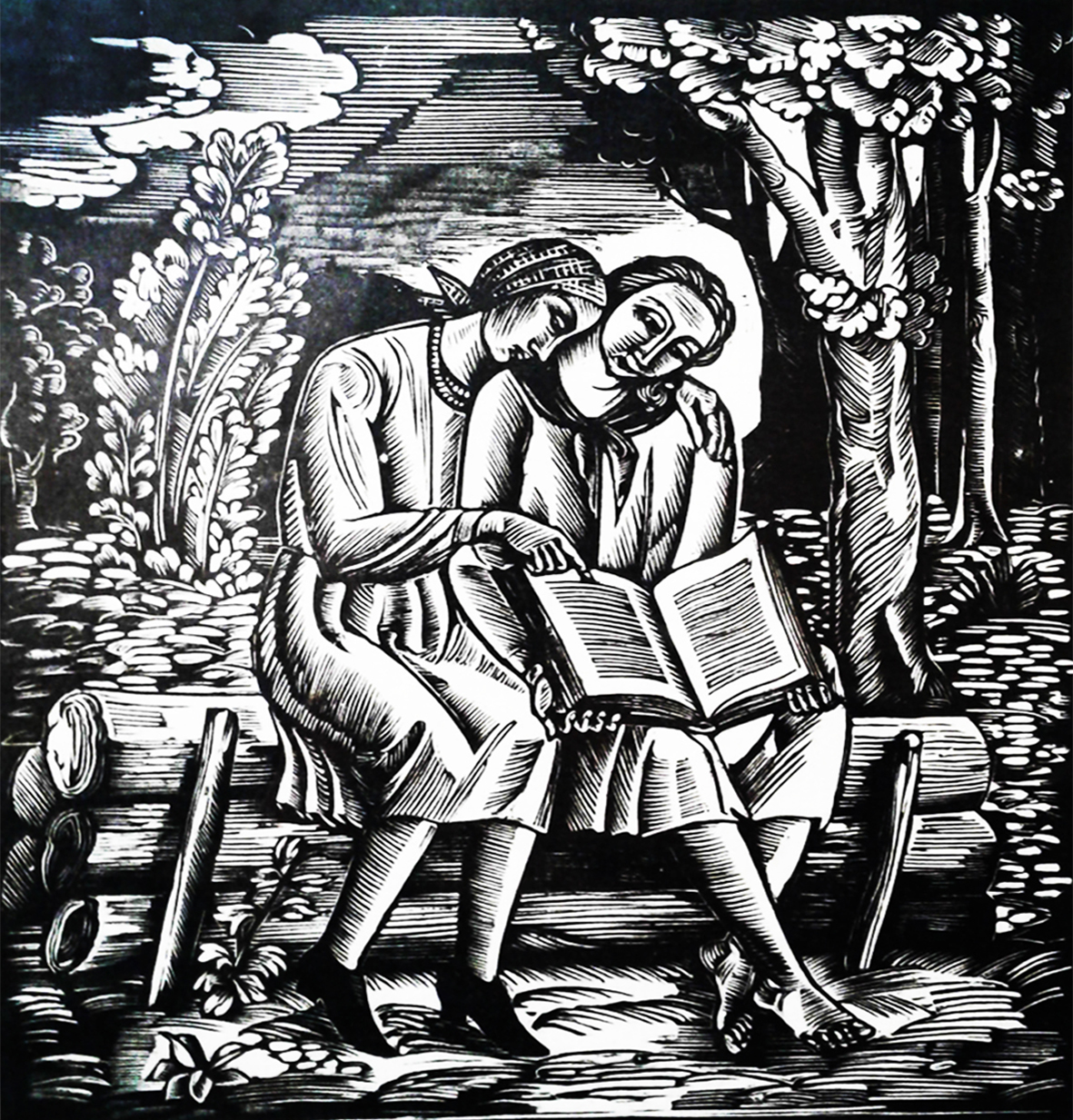
Sofia Nalepinska-Boïtchouk, Filles avec un livre, 1927.
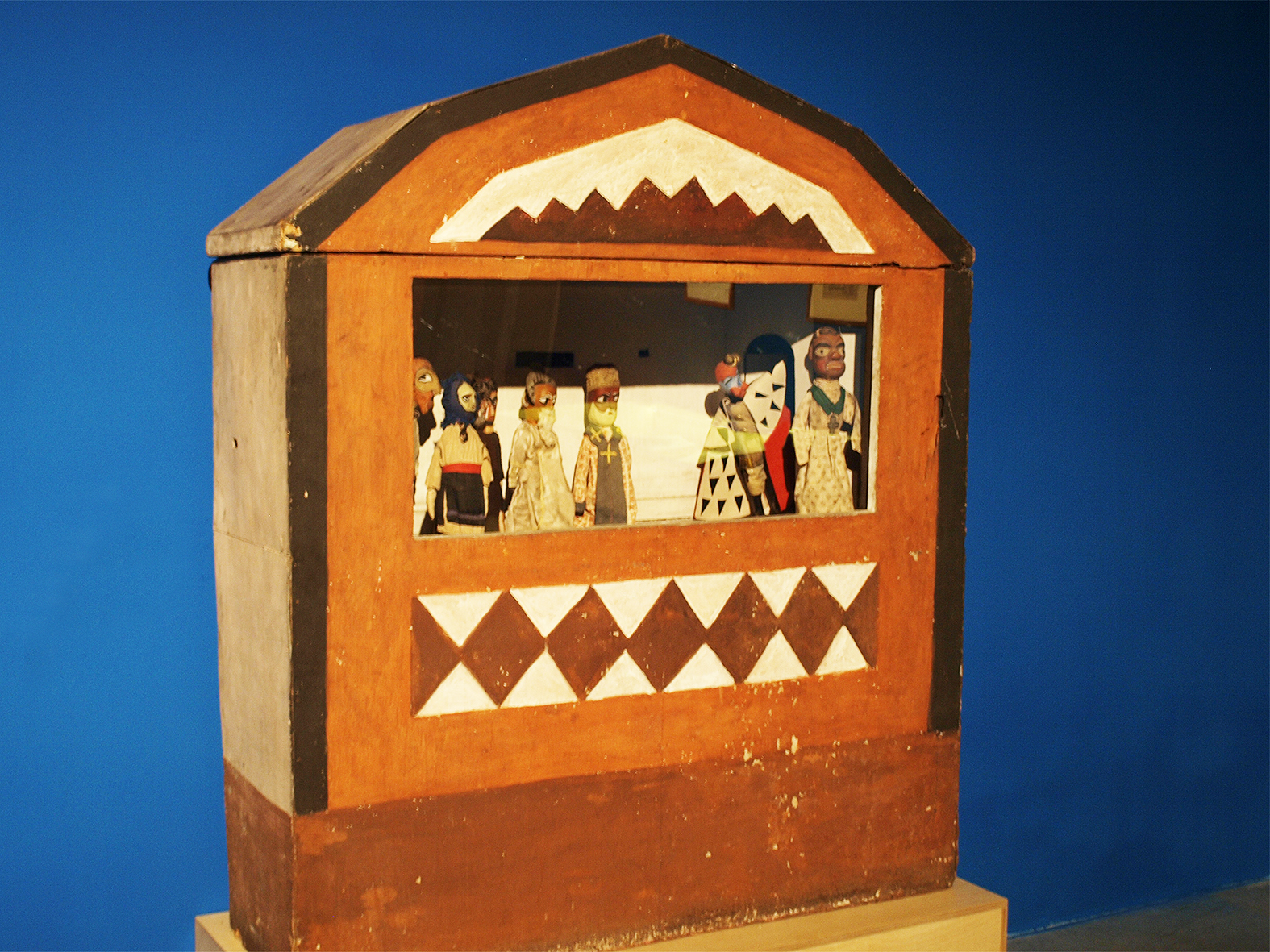
Petit théâtre de marionnettes (vertep), 1923.